# Heroal
Der Konzern Heroal (Eigenschreibweise heroal) mit der Muttergesellschaft heroal – Johann Henkenjohann GmbH & Co. KG ist ein 1874 gegründetes Familienunternehmen mit Sitz in Verl (Kreis Gütersloh) im Bundesland Nordrhein-Westfalen. Seit 1989 firmiert das Unternehmen unter der Rechtsform GmbH & Co. KG. Heroal zählt europaweit zu den führenden Anbietern von Aluminium–Profilsystemen für Rollläden, Rolltore, Fenster, Türen und Fassaden und ist Weltmarktführer für Aluminium-Rollladenstäbe. Zudem umfasst das Portfolio auch Produkte für den Insekten- und Sonnenschutz sowie Profilsysteme für Carports, Klapp- und Schiebeläden.
Das Unternehmen beschäftigt nach eigenen Angaben mehr als 800 Mitarbeiter an drei Standorten. heroal produziert an drei Standorten (Werk I in Verl, Werk II und III in Hövelhof) und ist nach DIN EN ISO 9001 zertifiziert.

Logo bis 2012

## Geschichte
Im Jahr 1874 machte sich Johann Henkenjohann mit der Herstellung verschiedener Produkte aus Holz selbstständig. 1950 übernahm sein Enkel Johann Henkenjohann den Handwerksbetrieb. Im Jahr 1966 entstand der erste rollgeformte und ausgeschäumte Aluminium-Rollladenstab. Im Jahr 1971 begann heroal zusätzlich mit der Entwicklung und dem Vertrieb von Aluminium-Profilsystemen für Fenster und später auch für Türen. 1980 wurde die erste große Pulverbeschichtungsanlage für diese Produkte in Hövelhof eingeweiht, und ab dem Jahr 1993 das Produktportfolio um Fassadensysteme erweitert.
Im Jahr 2000 fand der Umzug in das aktuelle (Stand: Februar 2019) Verwaltungsgebäude in Verl statt und im Jahr 2011 wurde das Werk III in Hövelhof eröffnet, welches als Lager- und Logistikzentrum fungiert. Seit 2015 ist heroal auch im Geschäftsbereich Sonnenschutz aktiv.

## Geschäftszahlen
Das Unternehmen erzielte nach Angaben des Kleffmann-Verlages im Jahr 2000 einen Umsatz von circa 127 Mio. Euro. Heroal selbst veröffentlicht keine Umsatzzahlen.

## Standorte und Produktion
Gefertigt werden die Produkte ausschließlich in Deutschland, auf einem weitgehend unternehmensintern entwickelten Maschinenpark. Heroal unterhält ein hauseigenes, vom Institut für Fenstertechnik e.V. (ift) zertifiziertes Prüf- und Testzentrum, in dem die Produkte nach deutschen, europäischen und internationalen Normen sowie technischen Spezifikationen geprüft werden.
Werk I in Verl umfasst eine Produktionsfläche von ca. 35.000 m² und ist Sitz der Verwaltung, der Rollladen- und Rolltorstabfertigung sowie der Band- und Blechverformung und der KS-Spritzguss-Fertigung. Weitere ansässige Bereiche sind Werkzeugbau, Verbinderfertigung, Sondermaschinenbau, Prüfzentrum und Hochregal- und Kleinteilelager.
Werk II in Hövelhof besitzt eine rund 49.000 m² große Produktionsfläche. Hier befinden sich insgesamt drei Lackieranlagen, inklusive einer Vertikal-Beschichtungsanlage (verschiedene Oberflächenbeschaffenheiten, hochwetterresistente (hwr) Beschichtung). Ebenfalls zu Werk II gehören eine Biegeabteilung (Umformaufgaben wie Rund-, Stich-, Korbbogen oder kreisrunde Elemente für Fenster- und Türprofile), eine Blechkantabteilung, eine Isolierabteilung, ein Verpackungsbereich sowie ein Lager.
Werk III in Hövelhof ist ein Lager- und Logistikzentrum  mit einer Fläche von ca. 40.000 m². Darüber hinaus gehört zu dem Werk ein Musterhaus. Heroal betreibt einen eigenen Fuhrpark mit rund 80 LKW-Einheiten zur Belieferung des deutschen und europäischen Kundenstammes.

## Nachhaltigkeitsstrategie
Heroal ist Mitglied der Recycling-Initiative „Aluminium und Umwelt im Fenster- und Fassadenbau“. Teil der Nachhaltigkeitsstrategie ist die Entwicklung alternativer, umweltfreundlicher Technologien und Materialien. Ein Beispiel dafür ist ein Isoliersteg, der u. a. in dem Fenstersystem „W 72“ zum Einsatz kommt, das den „Innovationspreis Architektur 2012“ in der Kategorie „Fenster Tür Fassade“ gewonnen hat. Er besteht zu 62 Prozent aus nachwachsenden Rohstoffen und nutzt als Grundlage Sebacinsäure, die aus Rizinusöl gewonnen wird. Zudem nutzt Heroal ein eigenes Blockheizkraftwerk für die bei der Produktion benötigte Energie- und Wärmeerzeugung.

## Produkte
Das Unternehmen entwickelt, produziert und vertreibt Aluminium-Profilsysteme für Fenster, Türen und Fassaden, Rollläden und Rolltore für Industrie, Wirtschaft und den Privatsektor. Weitere Produktgruppen umfassen Produkte für den Insekten- und Sonnenschutz sowie Profilsysteme für Carports, Klapp- und Schiebeläden. Heroal hat einen Profilverbund als Basis für energieeffiziente Fenster entwickelt. Die Dämmzone dieser Profile ist modular aufgebaut, wodurch Dämmwerte bis hin zu passivhausgeeignetem Niveau erreicht werden.

## Zertifikate
Zur Sicherung der Produkt- und Servicequalität führt Heroal Zertifizierungs- und Prüfungsmaßnahmen durch. Dazu zählen (Stand August 2013)
- ISO 9001:2008 Zertifizierung für die Bereiche „Entwicklung, Herstellung und Vertrieb“ sowie „Distribution und Logistik“, durch DEKRA-Zertifizierung, Stuttgart.[14]
- Gebrauchstauglichkeit von Bauelementen, Schallschutz und Brandschutz, zertifiziert durch das Institut für Fenstertechnik (ift), Rosenheim[15].
- Beschichtung: Qualicoat, Zürich.[16][17][18]
- Zertifizierung als offizieller GSB-Premium-Beschichter, Gütesiegel der Qualitätsgemeinschaft für die Stückbeschichtung von Bauteilen (GSB International e.V.), Düsseldorf[19].
- Zertifiziert für Nachhaltigkeit und Verantwortung in Ökologie und Ökonomie, Aluminium und Umwelt im Fenster- und Fassadenbau (A/U/F), Frankfurt.[20]
- „RSQ-Siegel“ für „Einbruchhemmende Rollladen + Sonnenschutz“ für Heroal Safe light des Bundesverbands Rollladen + Sonnenschutz e.V.[21]